# Ведмедиці (озеро)
Ведмедиці — високогірне озерце льодовикового походження в урочищі Гаджина на масиві Чорногора — на західних схилах гори Бребенескул (2038 м) в Українських Карпатах у Рахівському районі Закарпатської області. Інша назва озерця Ведмедиці — Малий Бребенескул.
Розміщене в межах Карпатського біосферного заповідника.
Озерце Ведмедиці — найвисокогірніша водойма озерного типу в Україні, адже розташована на висоті 1873 м над рівнем моря, уже не в субальпійському, як Бребенескул, а в альпійському поясі. Розміри цієї водойми — 29,1×12,3 м, площа 0,028 га, глибина до 0,4 м.
Озеро живиться атмосферними і джерельними водами. Із південно-західного боку із нього витікає струмок.
Згідно з результатами наукових досліджень озеро Ведмедиці — місце найвищого існування червонокнижних видів: тритона карпатського і тритона альпійського.

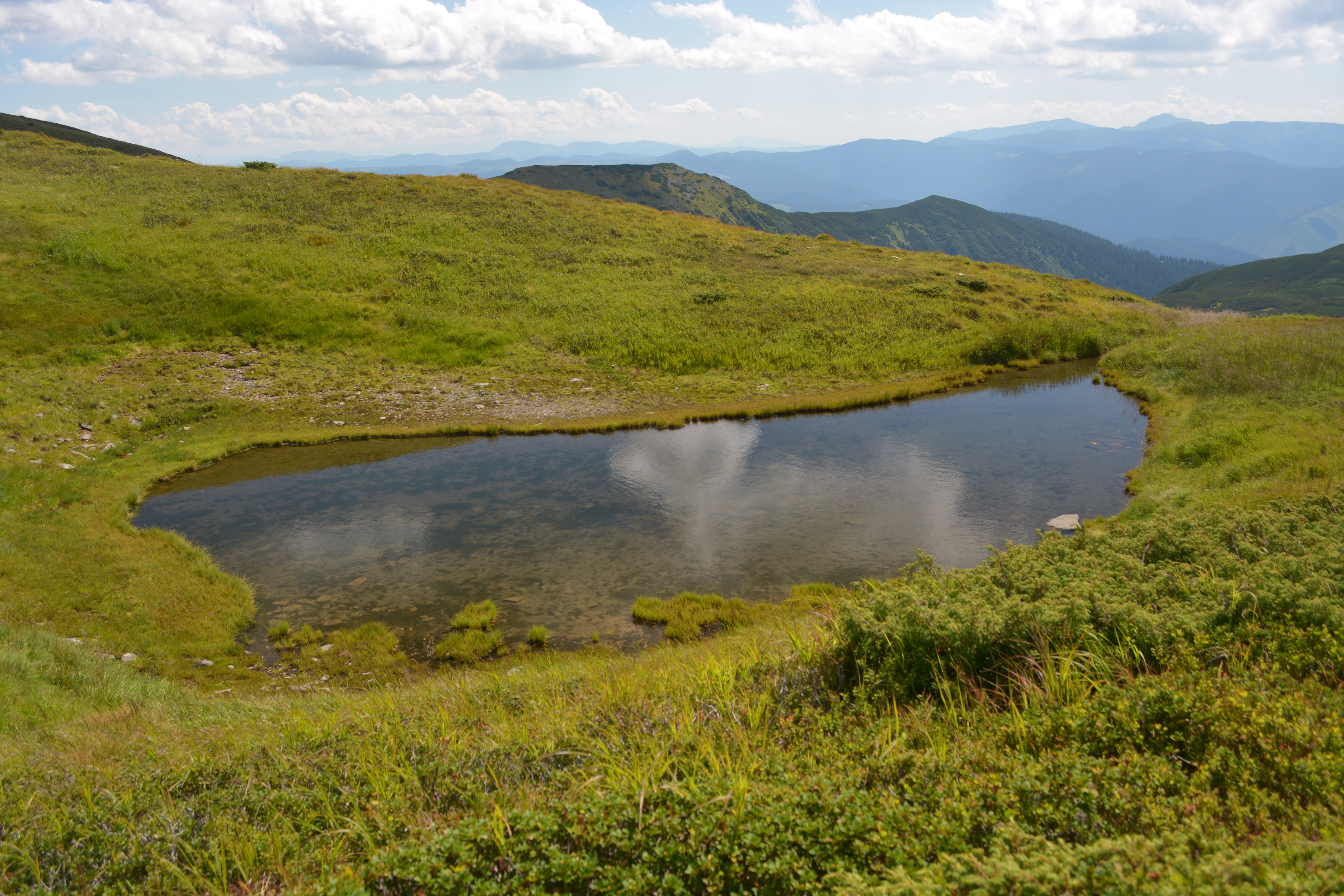
Загальний вид з півночі
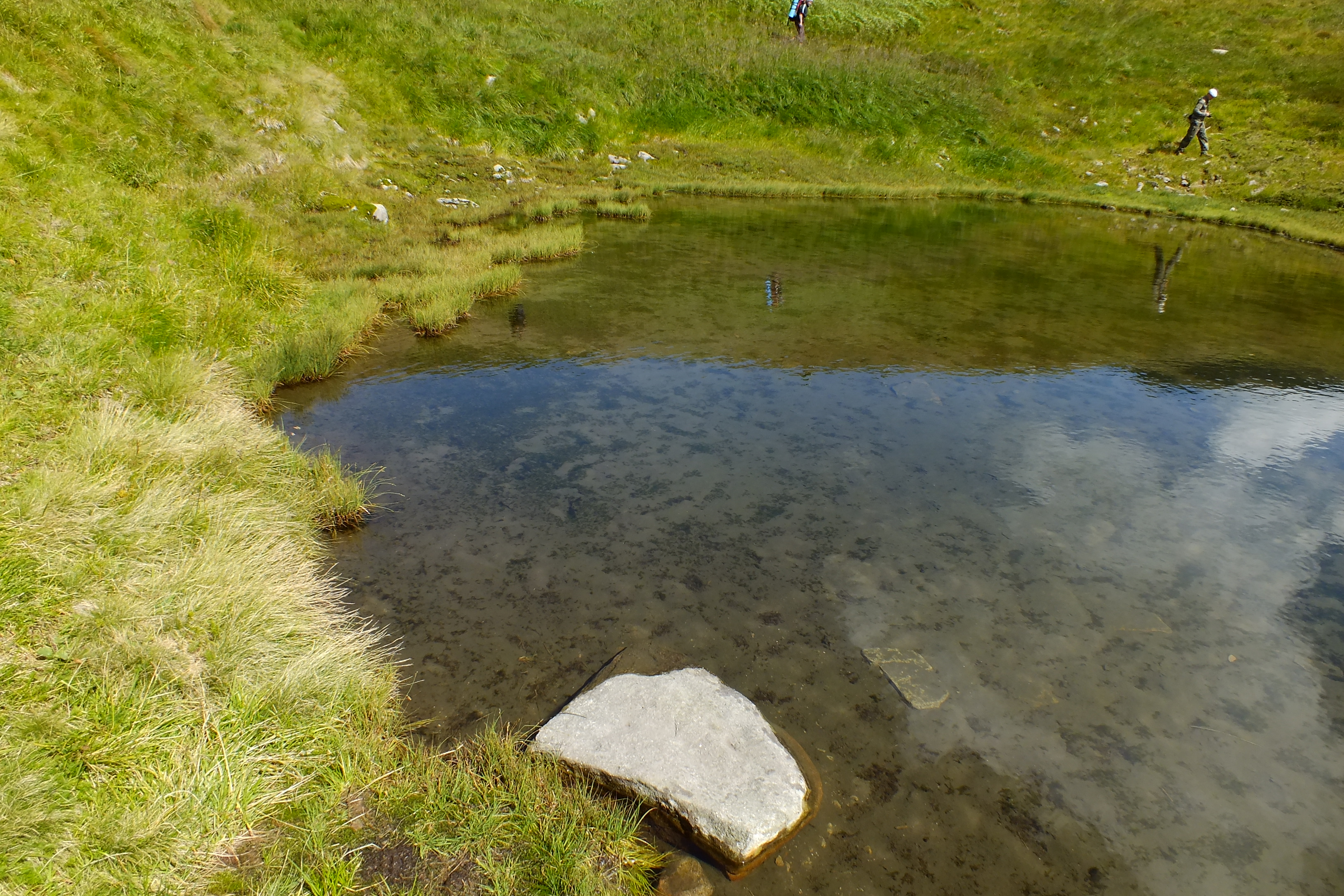
Дно озера Ведмедиці
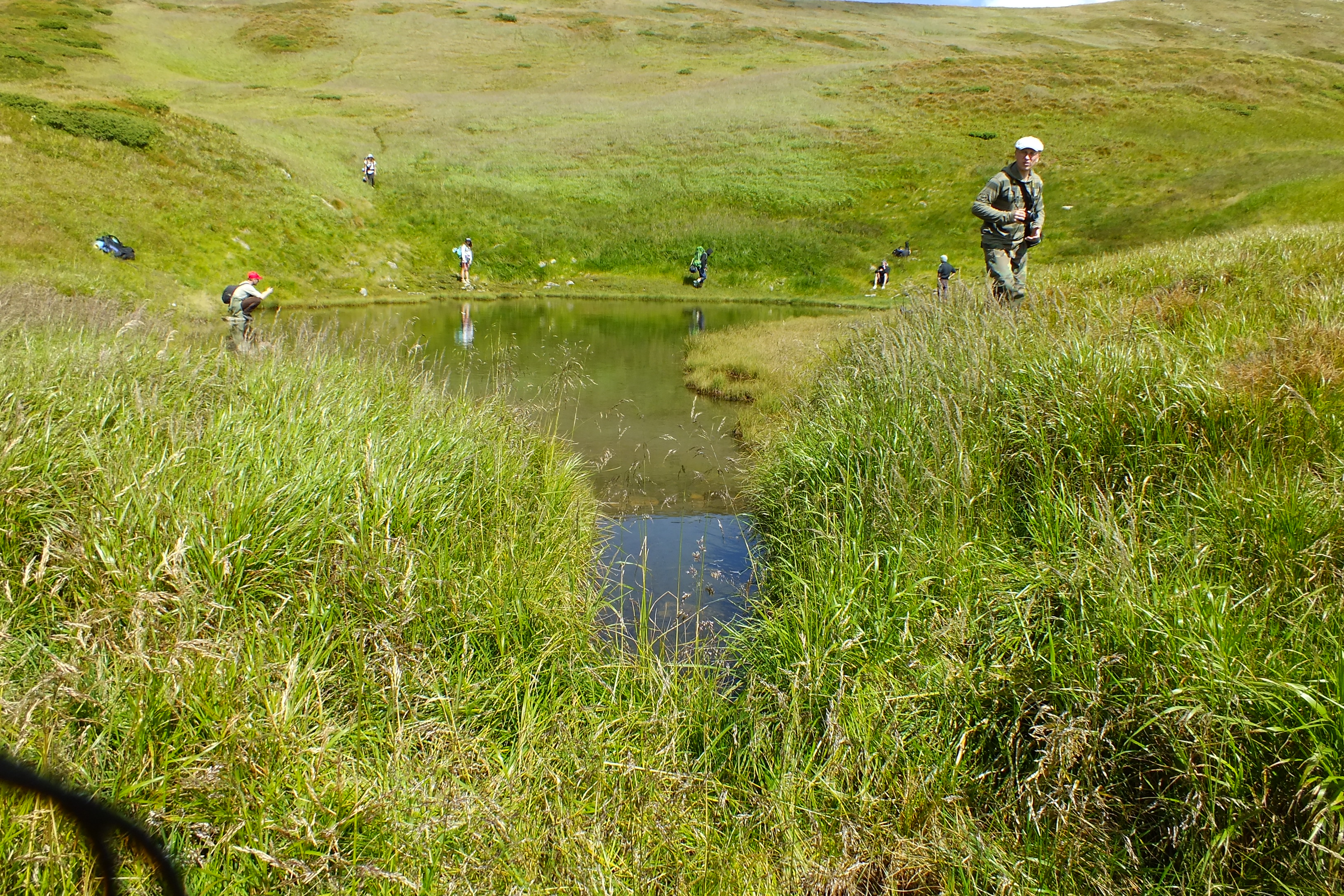
З озерця Ведмедиці витікає струмок
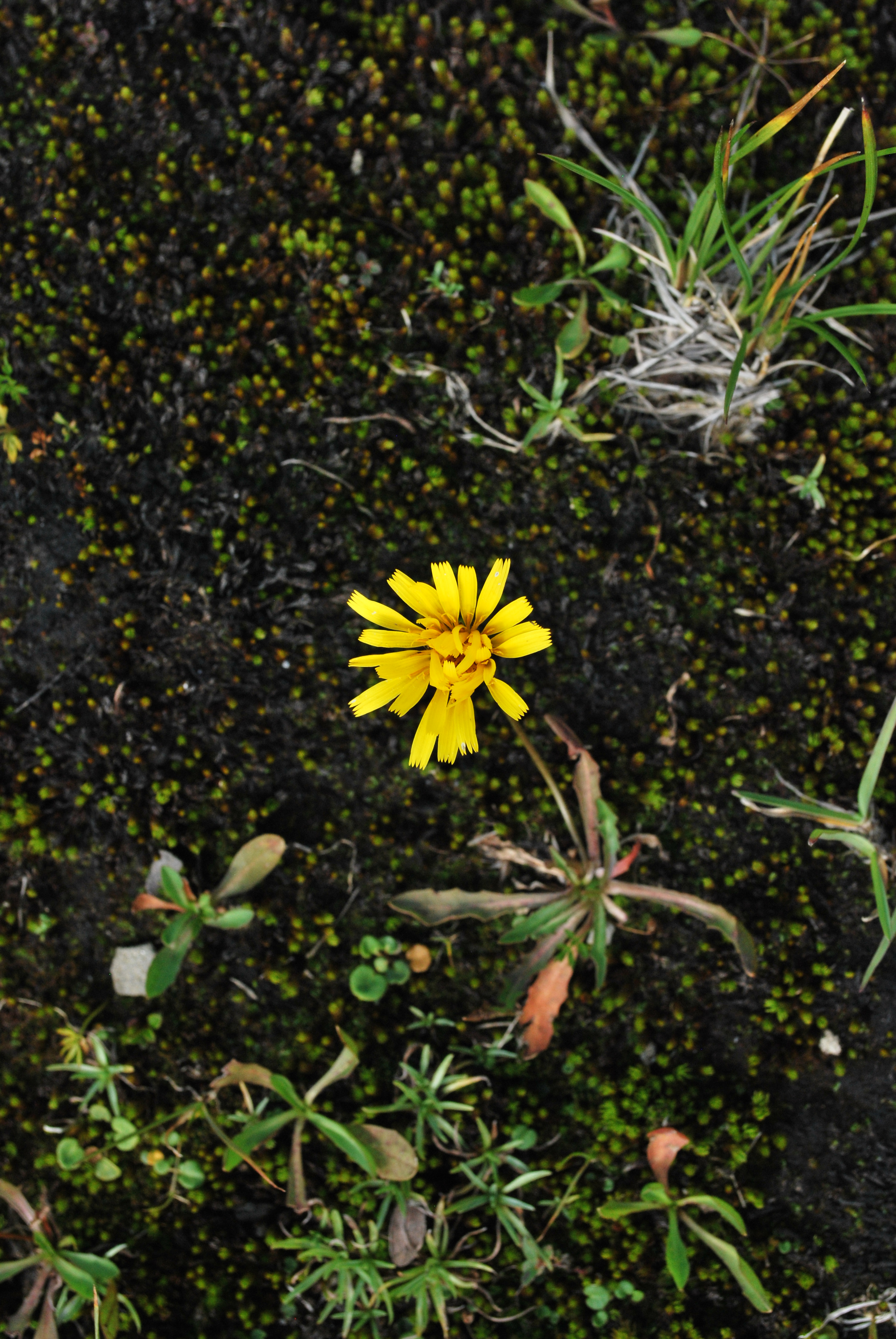
Довкола озерця трапляється Прозанник Ахірофорус одноквітковий